# Pogonomyrmex sylvestris
Pogonomyrmex sylvestris is een mierensoort uit de onderfamilie van de Myrmicinae. De wetenschappelijke naam van de soort is voor het eerst geldig gepubliceerd in 1991 door Lattke.